# Thornham
Thornham è un centro abitato sudafricano situato nella municipalità distrettuale di Sarah Baartman nella provincia del Capo Orientale.

## Geografia fisica
Il piccolo centro abitato sorge ai piedi dei monti Tsitsikamma a circa 150 chilometri a ovest della città di Port Elizabeth. 